# Émirat de l'Adrar
Pour les articles homonymes, voir Adrar.
XVIIIe siècle – 1932
Entités suivantes :
- Mauritanie française

L'Émirat de l'Adrar est une ancienne entité territoriale du Sahara occidental établie au XVIIIe siècle jusqu'à l'époque coloniale française. Son territoire s'étend au delà du plateau de l'Adrar géographique.

## Histoire
L’émirat se forme au dans un contexte de déclin des structures politiques berbères héritées des Almoravides et d’expansion des tribus arabes hassân. Il résulte de l'interaction entre des groupes nomades chameliers (notamment les Jaʿdariyya issus du Brakna) et les tribus sédentaires ou semi-nomades de l’Adrar (notamment les Idaw ʿIsh, les Ideyselli et les Smāsīd). Ce processus s’inscrit dans un cadre saharien structuré par les routes caravanières et une géographie contraignante, marquée par les plateaux de l’Adrar et les oasis comme Atar, Ouadane et Chinguetti,.
Après la prise d’Atar par les troupes françaises en 1909, l’Adrar est intégré dans un système de protectorat indirect, dans lequel l’émir est maintenu comme autorité locale, mais sous contrôle étroit de l'administration coloniale. L’émir Sīdī Ahmed Ould Ahmed, farouche opposant à la conquête, est restauré en 1913 après sa capture, avec une autonomie réduite.
L’émirat devient un laboratoire d’une forme d’administration indirecte inédite en Afrique coloniale française. L’administration conserve les structures sociales traditionnelles, y compris l’esclavage, et soutient les tribus guerrières contre les dissidences nomades du nord (notamment les Rgeybāt). Toutefois, l’autorité de l’émir est progressivement vidée de sa substance par le contrôle administratif des mobilités nomades et des ressources fiscales.
Les tensions persistantes entre l’émir et l’administration coloniale, les recompositions internes de la société maure et la perte d’autonomie politique aboutissent au départ en dissidence de Sīdī Ahmed en 1931 et à sa mort en 1932. Cet événement marque la fin de l’émirat comme entité politique fonctionnelle et l’échec du modèle de domination indirecte voulu par l’administration française.  

## Organisation politique et sociale
L’émirat repose sur une double structure : un pouvoir centralisé incarné par l’émir, et un tissu social profondément tribalisé, stratifié en ordres hiérarchiques. Les Hassân, guerriers d’origine arabe, détiennent le pouvoir politique. Les Zawāyā, tribus maraboutiques, le pouvoir religieux. Les Znāga sont des communautés tributaires. Les ʿAbīd (esclaves) et ḥarāṭīn (affranchis) forment la main-d’œuvre agricole.
Le lignage des Ahl Ātman s’impose comme détenteur du pouvoir émiral à partir de la seconde moitié du XVIIIe siècle. L’autorité de l’émir est toutefois conditionnée par un système de factions tribales rivales. La nomination de l’émir s’effectue par une jemāʿa regroupant les principales chefferies hassân, notamment celles des Awlād Qaylān.

## Émirs de l'Adrar
Sont recensés comme Émirs (Ould ou uld signifie fils) :
- Avant 1828 : Outhman Ould Fadil
- 1828 - 1861 : Sidi Ahmed Ould Uthman (Ould Ayda)
- Après 1861 : Muhammad Ould Uthman
- Avant 1871 : Ahmad Ould Sidi Ahmad (uk)
- 1871 - 1891 : Sidi Ahmad Ould Muhammad (Ould Ayda)
- 1891 - 1899 : Mokhtar Ahmad Ould Sidi Ahmad
- 1899 - 1909 : Shaykh Al-Hasana
- 1909 - 1913 : Sidi Ahmad Ould Ahmad Ayda (1re fois)
- Après 1913 : Vacant
- Avant Mars 1932 : Sidi Ahmad Ould Ahmad Ayda (2e fois)